# 2001年のJリーグ ディビジョン2
- 日本プロサッカーリーグ  > Jリーグ ディビジョン2 > 2001年のJリーグ ディビジョン2

この項目では、2001年シーズンのJリーグ ディビジョン2（J2）について述べる。

## 概要
前年にJFLで好成績を残した横浜FCが加盟し、12クラブによるリーグ戦を行った。

## 2001年シーズンのJ2のクラブ
2001年シーズンのJ2リーグのクラブは以下の通り。この内横浜FCが前シーズンのJFLからの昇格、川崎フロンターレと京都パープルサンガが前シーズンのJ1リーグからの降格クラブである。
※前年度成績=特記なきものは2000年J2のもの
| チーム名           | 監督                 | 所在 都道府県 | ホームスタジアム                           | 前年成績 |
| ------------------ | -------------------- | ------------- | ------------------------------------------ | -------- |
| ベガルタ仙台       | 清水秀彦             | 宮城県        | 仙台スタジアム                             | 5位      |
| モンテディオ山形   | 柱谷幸一             | 山形県        | 山形県総合運動公園陸上競技場               | 10位     |
| 水戸ホーリーホック | 小林寛               | 茨城県        | 笠松運動公園陸上競技場                     | 9位      |
| 大宮アルディージャ | 三浦俊也             | 埼玉県        | 埼玉県営大宮公園サッカー場                 | 4位      |
| 川崎フロンターレ   | 堀井美晴             | 神奈川県      | 川崎市等々力陸上競技場                     | J1 16位  |
| 横浜FC             | 永井良和             | 神奈川県      | 三ツ沢公園球技場                           | JFL 1位  |
| 湘南ベルマーレ     | 田中孝司             | 神奈川県      | 平塚競技場                                 | 8位      |
| ヴァンフォーレ甲府 | ヘイス・ゴンサルベス | 山梨県        | 山梨県小瀬スポーツ公園陸上競技場           | 11位     |
| アルビレックス新潟 | 反町康治             | 新潟県        | 新潟市陸上競技場                           | 7位      |
| 京都パープルサンガ | ゲルト・エンゲルス   | 京都府        | 京都市西京極総合運動公園陸上競技場兼球技場 | J1 15位  |
| サガン鳥栖         | 高祖和弘             | 佐賀県        | 鳥栖スタジアム                             | 6位      |
| 大分トリニータ     | 石﨑信弘             | 大分県        | 大分ビッグアイ 大分市営陸上競技場          | 3位      |

1. ↑  ホームゲームの過半数は新潟スタジアムを使用

## レギュレーションの変更点
J1リーグ同様、延長戦に入った場合に限り4人までの交代が認められるようになった。

## スケジュール
3月10日から11月18日にかけて、4回戦総当たりの計44節が行われた。途中、FIFAコンフェデレーションズカップが日本で開催され、スタジアムの日程調整のために5月26日の第14節から6月16日の第15節まで中断期間が置かれた。

## リーグ概要
残り6試合で勝ち点差6の中に6チームがひしめき合う混戦にもつれ込んだ中、開幕当初から若手を積極的に起用した降格初年度の京都パープルサンガが第43節で優勝し1年でのJ1復帰を決めた。
また、第1クール終了時点で首位に立っていたベガルタ仙台は2位に入り、東北地方のJリーグクラブとして初のJ1昇格を果たした。
他、第22節終了時点で昇格圏まで勝ち点差が13あったモンテディオ山形は後半戦で勝ち星を重ね第43節で2位に浮上したものの、最終節で勝ち点3を得ることができず、昇格を逃した。アルビレックス新潟は昇格争いを追いかけ第40節で3位に浮上するも直後に連敗、大宮アルディージャは第8節から16戦無敗（11勝3延勝2分）で中盤首位に立つも直後に4連敗を喫するなど急激に失速し、共に第42節で昇格の可能性を失った。大分トリニータは第1クール終了後に監督交代を行い、3年連続で最終節まで昇格の可能性を残したが、昇格圏内に届かなかった。
降格初年度の川崎フロンターレは、監督交代や主力選手流出などの影響もあって、優勝・昇格争いから早々に脱落した。前年に存続問題で揺れたヴァンフォーレ甲府に続き、水戸ホーリーホックもクラブの存続が危ぶまれ、ともに下位でシーズンを終えた。
大分トリニータは本拠地に大分ビッグアイを追加。またアルビレックス新潟は実公式には新潟市陸上競技場が本拠地となっているが、新潟スタジアム（ビッグスワン）で過半数の試合を施行し事実上本拠移転となった。

## 順位表
| 順 | チーム                     | 試 | 勝 | 延勝 | 分 | 敗 | 得 | 失 | 差  | 点 | 出場権または降格 |
| -- | -------------------------- | -- | -- | ---- | -- | -- | -- | -- | --- | -- | ---------------- |
| 1  | 京都パープルサンガ (C) (P) | 44 | 23 | 5    | 5  | 11 | 79 | 48 | +31 | 84 | J1 2002へ昇格    |
| 2  | ベガルタ仙台 (P)           | 44 | 24 | 3    | 5  | 12 | 78 | 56 | +22 | 83 | J1 2002へ昇格    |
| 3  | モンテディオ山形           | 44 | 20 | 7    | 6  | 11 | 61 | 39 | +22 | 80 |                  |
| 4  | アルビレックス新潟         | 44 | 22 | 4    | 4  | 14 | 79 | 47 | +32 | 78 |                  |
| 5  | 大宮アルディージャ         | 44 | 20 | 6    | 6  | 12 | 73 | 43 | +30 | 78 |                  |
| 6  | 大分トリニータ             | 44 | 24 | 1    | 4  | 15 | 75 | 52 | +23 | 78 |                  |
| 7  | 川崎フロンターレ           | 44 | 17 | 3    | 3  | 21 | 69 | 60 | +9  | 60 |                  |
| 8  | 湘南ベルマーレ             | 44 | 16 | 4    | 4  | 20 | 64 | 61 | +3  | 60 |                  |
| 9  | 横浜FC                     | 44 | 12 | 3    | 1  | 28 | 58 | 81 | −23 | 43 |                  |
| 10 | サガン鳥栖                 | 44 | 8  | 2    | 4  | 30 | 45 | 82 | −37 | 32 |                  |
| 11 | 水戸ホーリーホック         | 44 | 5  | 3    | 4  | 32 | 41 | 93 | −52 | 25 |                  |
| 12 | ヴァンフォーレ甲府         | 44 | 7  | 1    | 2  | 34 | 38 | 98 | −60 | 25 |                  |

最終更新は2001年11月18日の試合終了時
出典: J.League Data Site
順位の決定基準: 1. 勝点; 2. 得失点差; 3. 得点数.

## 得点ランキング
| 順位 | 選手                 | 得点 |
| ---- | -------------------- | ---- |
| 1    | マルコス（仙台）     | 34   |
| 2    | 黒部光昭（京都）     | 30   |
| 3    | バルデス（大宮）     | 21   |
| 3    | 黒崎久志（新潟）     | 21   |
| 5    | エメルソン（川崎）   | 19   |
| 6    | 栗原圭介（湘南）     | 17   |
| 6    | 高田保則（湘南）     | 17   |
| 8    | 鈴木慎吾（新潟）     | 16   |
| 8    | ベンチーニョ（大分） | 16   |
| 10   | 氏原良二（新潟）     | 15   |
| 10   | 吉田孝行（大分）     | 15   |